# سوناتای توکیو
سوناتای توکیو (به ژاپنی: トウキョウソナタ, Tōkyō Sonata)، فیلمی ژاپنی محصول ۲۰۰۸ به کارگردانی کیوشی کوروساوا است. این فیلم برنده جایزه بهترین فیلم در سومین دوره جوایز فیلم آسیایی شد و در سال ۲۰۰۸ جوایز اسکرین آسیا پاسیفیک نامزدی برای موفقیت در کارگردانی و بهترین فیلمنامه را دریافت کرد. در جشنواره فیلم کن ۲۰۰۸ برنده جایزه هیئت داوران بخش نوعی نگاه شد.